# Ferdinand Pelikán
Ferdinand Pelikán (5. červen 1885, Praha – 5. září 1952, Praha) byl český filozof a univerzitní profesor.

## Život
Narodil se jako druhý syn pražského selfmademana (původně zámečníka, později majitele realit a továrníka) Julia Karla Pelikána (1848–1910) a jeho ženy Anny, rozené Charazimové. Jeho starší bratr Julius (* 1879) se stal továrníkem vah na Smíchově.
Ferdinand v Praze absolvoval gymnázium a v letech 1904-1908 vystudoval filozofii na české Karlo-Ferdinandově univerzitě, kde v červnu 1908 obhájil rigorózní práci s titulem Fridrich Ludwig Bouterwek v dějinách filozofie. Zdědil či zakoupil velkostatek v Radvánově u Mladé Vožice. V přihlášce pražského magistrátu k pobytu roku 1917 uvádí, že je velkostatkářem s dosavadním bydlištěm v Radvánově, kde se roku 1912 oženil a roku 1913 se mu narodila dcera.
V letech 1925–1931 učil na Jiráskově gymnáziu v Resslově ulici. Roku 1931 obhájil habilitační práci a stal se docentem na filozofické fakultě Karlovy univerzity, brzy na to byl jmenován profesorem.
V listopadu 1938 pronesl na Filosofické fakultě University Karlovy přednášku, nazvanou "Co nás ničilo ve filosofii", po které radikální studenti svrhli bustu T. G. Masaryka, umístěnou na hlavním schodišti budovy.
Zemřel roku 1952 a byl pohřben na Olšanských hřbitovech.